# آمیسی ۳۸۰۹
سیارک ۳۸۰۹ (به انگلیسی: 3809 Amici، نامگذاری:1984FA) سه هزار و هشتصد و نهمین سیارک کشف شده‌است که در ۲۶ مارس ۱۹۸۴ کشف شد.
قدر مطلق سیارک برابر ۱۲٫۶۰ است.